# Yoraperla brevis
Yoraperla brevis is een steenvlieg uit de familie Peltoperlidae. De wetenschappelijke naam van de soort is voor het eerst geldig gepubliceerd in 1907 door Banks.